# Acrotocepheus triplicicornutus
Acrotocepheus triplicicornutus är en kvalsterart som beskrevs av Balogh och Sandór Mahunka 1967. Acrotocepheus triplicicornutus ingår i släktet Acrotocepheus och familjen Otocepheidae. Inga underarter finns listade i Catalogue of Life.